# Adaptina
Adaptina é uma proteína que participa na mediação da formação de vesículas revestidas de clatrina, através da interação com receptores ligados à membrana. Existem diferentes tipos de adaptinas, cada uma relacionada com um grupo de tais receptores.
A função da clatrina juntamente com a adaptina é concentrar os completos ligante-receptor em uma pequena área da superfície da membrana plasmática.

## Introdução e Histórico
As adaptinas são proteínas de membrana heterodiméricas, intermediárias específicas,  que possuem dois domínios funcionais, um para o triesquélion da clatrina e outro para o receptor. O primeiro é idêntico em todas as adaptinas. O termo adaptador foi primeiro proposto em 1981 por Pearse e Bretscher como um nome para o fator putativo que ligaria proteínas como o receptor de LDL à clatrina.
Essas proteínas são sintetizadas nos ribossomos, processadas no retículo endoplasmático e transportadas do aparelho Golgi para a rede trans-Golgi e, a partir daí, através de pequenas vesículas transportadoras até seu compartimento de destino final. A associação entre adaptinas e clatrina é importante para a seleção e transporte de caminhos vesiculares.

## Características da proteína
As adaptinas são moléculas proteicas constituíntes de estruturas maiores chamadas complexos AP. Estes complexos são formados por quatro subunidades proteicas: duas subunidades grandes (adaptinas), uma subunidade média (mu) e uma subunidade pequena (sigma), cada uma dessas subunidades exerce uma função distinta no complexo. Os diferentes tipos de complexo AP são determinados pela combinação distinta dessas subunidades.
A estrutura das adaptinas se assemelha levemente a outra classe de moléculas transportadoras de vesículas, os coatômeros, tendo entre 16% e 26% de similaridade na sequência de aminoácidos.
Estruturalmente, as adaptinas se classificam como proteínas intermediárias heterodiméricas, ou seja, possuem duas porções proteicas distintas entre si. Uma delas é específica para cada tipo de receptor e a outra é uma porção comum, que se liga ao trisquélions (unidades proteicas das clatrinas). Existe uma variação muito grande dos tipos de adaptina, visto que esta tem de ser específica para cada receptor. Essa variedade ainda pode se tornar maior devido ao splicing alternativo da molécula de mRNA usada para produção de adaptinas.

## Função das adaptinas
As adaptinas têm como principal função facilitar o transporte de vesículas intracelulares, são adaptadores de proteínas que  servem como mediadores na ligação das clatrinas às moléculas alvo, afim de formar grandes aglomerados para facilitar esse transporte. As adaptinas se ligam ao peptídeo-sinal e a partir daí recrutam as clatrinas e outras proteínas acessórias, após se ligarem às clatrinas as adaptinas aprisionam receptores de carga que trarão para dentro da vesícula moléculas de cargas solúveis que fazem parte do conteúdo intravesicular.
Essas proteínas adaptadoras podem ser encontradas em duas regiões principais:
- Adaptina 2: Membrana plasmática do endossoma

- Adaptina 1: Aparato de Golgi (rede trans)

## Seleção da carga no tráfego intracelular de vesículas
A eficiência da endocitose mediada por receptor ocorre devido à concentração do conteúdo das vesículas revestidas por clatrina. O mecanismo de concentração é a reunião de complexos receptor-ligante na pequena área de membrana plasmática que formará a vesícula, graças à interação das caudas citoplasmáticas dos receptores com adaptinas e clatrina.
Na saída da região trans do complexo de Golgi, ocorre a mesma concentração de conteúdo, também com auxílio do revestimento de clatrina, só que com outras adaptinas. As adaptinas são grupos de proteínas que fazem pontes entre a cauda citoplasmática de receptores, na membrana plasmática ou no Golgi, e a clatrina.
São conhecidos há bastante tempo dois complexos de adaptinas, o complexo AP1, que funciona no complexo de Golgi, e o complexo AP2, que funciona na endocitose mediada por receptor. Recentemente, mais dois complexos foram descobertos, o AP3, envolvido na formação de lisossomas especiais, como os melanossomas, e o complexo AP4, presente em neurônios.

## Tipos de adaptinas e proteínas adaptadoras de clatrina
Como as adaptinas estão intimamente relacionadas com a clatrina é necessário se ter uma noção dos complexos de proteínas adaptadoras, as quais serão formadas a partir das adaptinas. Existem dois grandes tipos de complexos de proteínas adaptadoras de clatrina: os complexos de proteínas adaptadoras (AP) heterotetramericas, e as adaptadoras GGA monoméricas.

### AP adaptor proteins
Os complexos AP são basicamente encontrados em revestimento de vesículas e em vesículas revestidas por clatrina. Esses complexos fazem a conexão de proteínas com carga e lipídeos à clatrina no local de brotamento de vesícula, e também regulam a montagem e desmontagem do revestimento. 
Há diferentes complexos AP nos mamíferos. São eles: AP1,AP2,AP3 e AP4, cada um com uma função específica. 
AP1 é responsável pelo transporte de hidrolases lisossomais entre a rede trans de Golgi e os endossomos. AP2 é associado com a membrana plasmática e é responsável pela endocitose. AP3 é responsável pelo tráfego de proteínas dos lisossomos para outras organelas. AP4 não é muito bem caracterizada.
Os complexos AP são compostos por subunidades grandes (adaptinas), uma subunidade média (mu) e uma subunidade pequena(sigma). Por exemplo: nas AP1 as subunidades são adaptina-1-gama, adaptina-1-beta, mu-1 e sigma-1. Cada subunidade tem uma função específica. As adaptinas vão fazer o reconhecimento e a ligação a clatrina, e recrutam proteínas acessórias que modulam a função das AP. Mu faz o reconhecimento do sinal das tirosinas dentro do domínio citoplasmático de proteínas transmembrana de carga. 

### GGA adaptor proteins
GGAs (Golgi-localização, Gamma-homóloga do domínio da orelha de adaptinas, ARF-ligação de proteínas) são uma família de monômeros de proteínas adaptadoras de clatrina conservadas de leveduras a humanos. GGAs regulam o transporte de proteínas mediado por clatrina da rede trans de Golgi para os lisossomos. GGAs se ligam a cargas, membranas, clatrina e fatores associados.  GGA1, GGA2 and GGA3 contém um domínio homólogo ao domínio de orelha de adaptinas gama.  

## Evolução das adaptinas
Nos organismos eucariotos estão presentes pelo menos três dos quatro complexos de adaptinas (AP-1, AP-2 e AP-3), o que faz a hipótese de que a diversificação desse tipo de proteína, assim como seu surgimento, ocorreram antes da divisão dos grandes reinos eucariotos.
A ordem de evolução dos quatro complexos de adaptinas foi calculada com base no algoritmo de análise filogenética do European Bioinformatics Institute Clustal W, que indica que a AP-3 atual deriva de um complexo proto-AP, e o complexo AP-4 apareceu depois, entretanto essas inferências não são totalmente precisas, pois nem sempre pode-se basear em dados fixos. Um exemplo dessa situação é o caso de alguns animais que não possuem a AP-4, enquanto mamíferos a possuem, o que indica que mesmo a AP-4 sendo antiga, algumas espécies perderam o gene para essa proteína

## Envolvimento da proteína adaptadora 1 (AP-1) no HIV-1
O Vírus da Imunodeficiência Humana (HIV) é o agente causador da Síndrome da Imunodeficiência Adquirida (AIDS). Durante o seu ciclo de replicação, o HIV induz diversas alterações na fisiologia da célula hospedeira com o intuito de promover sua sobrevivência e ampliar a potência de sua replicação. A rápida progressão da infecção pelo HIV-1 em humanos e em modelos animais está totalmente ligada à função da proteína acessória Nef. Uma das diversas ações de Nef é a regulação negativa de proteínas importantes na resposta imunológica, como o receptor CD4. Entende-se que esta ação resulta da indução da degradação de CD4 em lisossomos, mas os mecanismos moleculares envolvidos ainda não são totalmente elucidados. Nef forma um complexo tripartite com a cauda citosólica de CD4 e a proteína adaptadora 2 (AP-2), em vesículas revestidas por clatrina nascentes, induzindo a internalização e degradação lisossomal de CD4.